# Wolfgang Schaller (Mediziner)
Wolfgang Schaller (* 6. August 1582 in Freiberg; † 21. März 1626 in Wittenberg) war ein deutscher Mediziner.

## Leben
Wolfgangs gleichnamiger Vater verdiente sich als Barettmacher seinen Lebensunterhalt, wurde Bürger und Gerichtsschöppe in Freiberg. Der jüngere Schaller besuchte die Schule in Dresden, wurde im Sommersemester 1596 an der Universität Leipzig deponiert und besuchte mit knapp 18 Jahren vom 6. Juni 1600 bis zum 7. September 1604 die kurfürstlich sächsische Landesschule St. Afra in Meißen. Am 9. Oktober 1604 immatrikulierte er sich an der Universität Wittenberg, wo er zunächst ein Studium der philosophischen Wissenschaften absolvierte. Am 7. April 1606 erwarb er hier den akademischen Grad eines Magisters der Philosophie. Danach absolvierte er bei Gregor Horstius und Daniel Sennert ein Studium der medizinischen Wissenschaften.
Am 15. Mai 1612 wurde er in Wittenberg Lizentiat und am 14. Juli 1612 Doktor der Medizin. Ab 1613 arbeitete er als praktischer Arzt in Torgau und wurde 1616 Professor der Anatomie an der Wittenberger Hochschule. Als Wittenberger Hochschullehrer beteiligte er sich auch an den organisatorischen Aufgaben der Wittenberger Leucorea und war im Wintersemester 1619 sowie im Wintersemester 1625 Rektor der Alma Mater. Zudem war er Leibarzt der sächsischen Kurfürstin Hedwig von Dänemark bei ihrem Aufenthalt auf Schloss Lichtenburg.
Schaller war zwei Mal verheiratet. Seine erste Ehe schloss er in Wittenberg am 9. Februar 1618 mit Marie Selfisch (* 19. Juli 1600 in Wittenberg; † 30. Mai 1623 ebd.), die Tochter des Wittenberger Kornschreibers Samuel Selfisch (* 12. April 1563 in Wittenberg; † 23. Juli 1613 in Wittenberg) und dessen Frau Helena Götting (*± 1570; † 13. Januar 1639 in Wittenberg). Aus der Ehe kennt man die Söhne Jacob Schaller, Johannes Schaller, Samuel Schaller und Wolfgang Schaller. Der Sohn Wolfgang disputierte am 29. Januar 1642 bei Conrad Victor Schneider über die Struktur des Herzens.
Seine zweite Ehe ging er 2. November 1624 in Wittenberg mit Maria Magdalena Hilliger (* 10. Mai 1608 in Freiburg; † 7. September 1632 in Wittenberg), der Tochter des Gabriel Hillinger (get. 19. März 1580 in Freiberg; † 29. Oktober 1633 ebd.) und dessen Frau Magdalena Horn († 11. September 1611 ebd.) ein. Die Ehe blieb kinderlos. Seine Witwe heiratete in zweiter Ehe den Juristen Christian Taubmann.

## Werke
Schaller erscheint bei ca. 35 Werken, die im Kontext des Wittenberger Hochschulbetriebes von seinen Schülern verfasst wurden, als Präses. Aus seiner Feder stammen:
- Quaestiones ad cordis et ventriculi affectiones. Wittenberg 1608
- Disp. medica XX de materia medica. Wittenberg 1609
- Quaestiones medicae controversae disp. XII. Wittenberg 1609
- Positiones medicae de vertigine aspirante. Wittenberg 1610
- Positiones medicae de calculo renum et visicae. Wittenberg 1612